# 小樽ゆき物語
小樽ゆき物語（おたるゆきものがたり）は、北海道小樽市で11月から翌年1月、2月までの冬季に行われていた観光キャンペーン。主催は小樽観光協会。冬季の小樽への観光客の集客を目的として2013年（平成25年）に企画されたものであり、小樽運河を青色のイルミネーションで彩る「青の運河」や、小樽市観光物産プラザ（運河プラザ）に飾られるワイングラスタワーなどで、観光客たちを相手に好評を博していた。本記事では、2015年（平成27年）より本キャンペーンと連携して、余市観光協会によって開催されていた余市町の余市ゆき物語（よいちゆきものがたり）についても記述する。

## 沿革
小樽市では2005年（平成17年）から2012年（平成24年）にかけて、冬場の集客を目的としたイベント「小樽ロングクリスマス」が開催されていた。このイベントに代わって企画されたものが、小樽ゆき物語である。
小樽ロングクリスマスはその名の通り、クリスマスの12月25日までの開催であったため、年末年始も盛り上げることを意図して企画された。11月から1月にかけては、観光客が夏季の最盛期のほぼ半数に落ち込んでいたことから、その打開策としての企画でもあった。名称の「ゆき」は「雪」と「行き」をかけて名付けられた。
2014年（平成26年）までは翌年1月までの開催であり、2015年（平成27年）からは後述する余市ゆき物語と共に、翌年2月まで開催されていた。
観光客数が伸び悩みが指摘されたことで、余市ゆき物語共々、2023年度で開催が終了した。2024年（令和6年）度からは、実施期間を短縮した上で、地元の食と酒に重点を置いた「YOI-TARU（ヨイタル）プロジェクト」が開始される。小樽ゆき物語の企画「青の運河」「ワイングラスタワー」、余市ゆき物語の「琥珀色の夢」は、このプロジェクトとは別に、閑散期対策として引き続き実施される。

### 余市ゆき物語
2015年から開催された、余市町の観光キャンペーン。日本放送協会で2015年3月まで放映された連続テレビ小説『マッサン』の影響で、ドラマの舞台である余市への観光客が増加していることから、冬季も継続して観光客を招くことを目的として、小樽ゆき物語と連携して開催された。それ以降、小樽と余市で共同での企画を立てたり、両市で独自の企画を立てたりしながら、観光キャンペーンが続けられていた。

## 主な企画
- 冬の流星
  - 2013年の第1回のみ開催されたクリスマスイベント。2012年の小樽ロングクリスマスに引き続いて開催されたもので[16]、小樽運河に「いのり星」 と呼ばれる青い発光ダイオード（LED）電球5千個を流して、運河を彩る[17][18]。LEDは直径8.5センチメートルで、水に着水すると点灯する仕組みである[16]。太陽光パネルと充電池を搭載し[19]、再生可能エネルギーによる環境負荷の少ない演出を実現している[16]。この電球を有料で購入し、散策路から投げ入れることもできた[20]。

- 青の運河

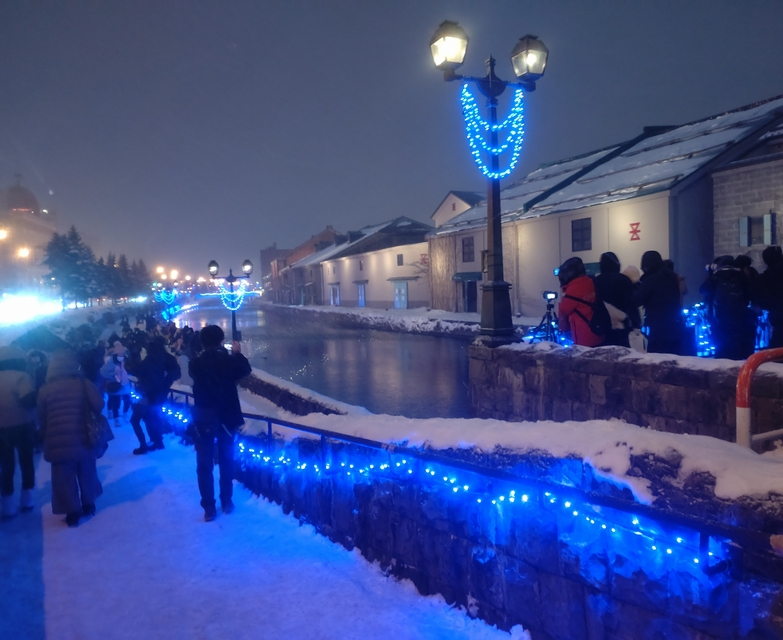
青の運河（2023年12月23日撮影）

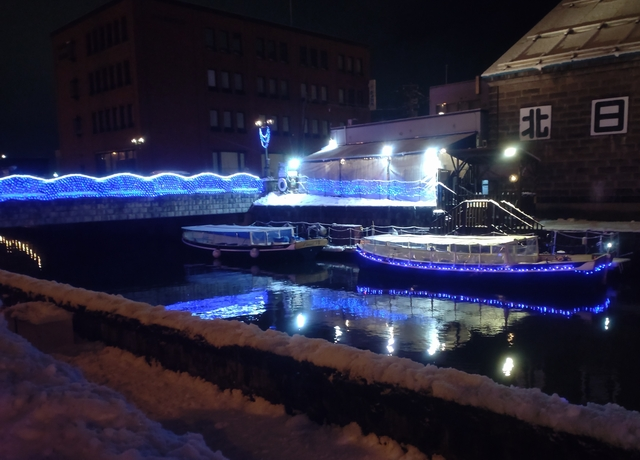
イルミネーションで彩られたクルーズ船（2023年12月16日撮影）

  - 「冬の流星」に代わり、2014年の第2回より開催されている[21]。小樽運河の欄干やフェンスを、日没時刻から夜間にかけて、海をイメージした青色のLED電球1万個によるイルミネーションで彩る[21][22]。期間中は運河上を巡るクルーズ船である小樽運河クルーズにも、青の電飾が施される[23]。2015年には本キャンペーンと小樽雪あかりの路のPRのため、小樽市内の牛乳・乳製品製造業者である北海道保証牛乳の牛乳パックに、両イベントの写真がプリントされた[24]。2023年（令和5年）に小樽運河100周年を記念して市立小樽美術館で開催された美術展「小樽暮らしの中の運河」でも取り上げられた[25]。

- ワイングラスタワー
  - ワイングラスをピラミッド状に積み重ねた、全高数メートルの展示品[10][26]。小樽市民らが小樽市観光物産プラザ（運河プラザ）で作るもので、第1回では、小樽桜陽高等学校出身の女子アーティスト集団がデザインを考案し[27]、小樽商科大学のボランティアが5日間をかけて制作した[28]。2014年には、同年より企画された「青の運河」のイメージに合わせ、タワーに水を流してゆらめく水面を表現、LEDで青く照らされた[10]。2018年（平成30年）からは小樽未来創造高等学校の生徒が製作に参加している[12][29]。小樽ゆき物語の中心的存在となる企画の一つ[30]。写真撮影スポットとしての人気も高い[31]。

- ガラスアートギャラリー
  - 小樽市内の複数のガラス工房が、雪や冬をテーマにしたガラス工芸品を、JR小樽駅のコンコース内に飾る[27]。観光客のみならず、通勤・通学客にも人気を博している[31]。

- スタンプラリー
  - 2014年に、小樽市内の飲食店100店舗で、指定された料理を食べるとスタンプを貰える「Otaru Machi Go-han」（小樽まちご飯）として開催された[32]。その後も小樽市内の観光名所や各店舗でスタンプを集める形式で開催されている[33][34]。余市ゆき物語の開催後は、小樽と余市の連携で開催されている[35][36]。

- 琥珀色の夢

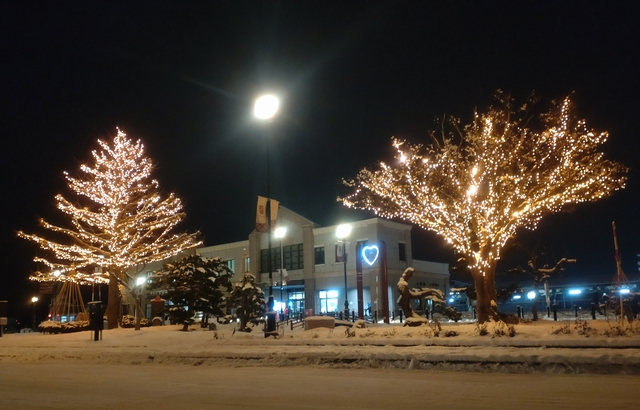
琥珀色の夢（2023年12月17日撮影）

  - 余市ゆき物語での企画。JR余市駅の駅前公園の、イチョウの木から国道までの街路樹を、イルミネーションで彩る。ニッカウヰスキー創業の地である余市にちなんで、イルミネーションはウイスキーの色をイメージしたメープルゴールドの琥珀色であり[37]、ニッカウヰスキーの正面にもメモリアルアーチにチューブライトが設置される[2]。

## 反響
2013年の第1回では、「冬の流星」では、サンタクロース姿のスタッフがボートに乗って運河に電球を流し、ガス灯が運河を照らす情景も相まって、観客から一斉に歓声が上がった。「青い光が幻想的できれい」との声もあった。電飾で輝くワイングラスタワーも、来場者の目を引いた。
第1回開催後の2014年の小樽観光協会の発表によれば、2013年12月の運河プラザの来場者は約2万6900人であり、前年同月の約1.5倍に達した。クリスマスケーキ飾りつけ教室や小学生対象の絵日記コンクールなど、市民参加型の行事を充実させたため、観光客だけでなく、小樽市民の来場者が多かったと見られている。「machi・nabe100選」で、店舗100選を写真で紹介したマップも好評を博した。一方で「冬の流星」の有料企画参加者は、目標の3割程度である約900人に留まった。
小樽観光協会の公式ウェブサイトも、11月から12月までのアクセス数が約108万7千件に上り、前年同期の2倍以上の数字となった。同2014年6月の後志総合振興局の発表によれば、2013年度の小樽への観光客入り込み数は710万人、前年度から50万人の増加であり、小樽ゆき物語のイベントなどのPRが功を奏したものと報道された。
2015年（平成28年）冬季の観光客数は、事業開始前のシーズンと比べて4割以上増加し、2016年11月も好調な数字を見せた。ウォーカープラス（KADOKAWA）による「北海道の人気イルミネーションランキング」では、「青の運河」が2020年から2022年にかけて第1位、2023年には第2位として掲載された。
2018年には、9月に発生した北海道胆振東部地震の影響で、10月の観光客の数が前年より減少したものの、11月には回復に至った。財務省北海道財務局では、本キャンペーンや小樽しゃこ祭の開催によるものと分析されている。
余市のニッカウヰスキー蒸溜所は、余市を訪れる観光客の半数以上が訪れる集客力があり、冬季にナイトツアーが開催されていたこともあって、小樽にとって観光面で魅力的な町であった。逆に余市にとっても小樽は、集客力と宿泊施設の収容力の面において魅力的であった。公益財団法人東北活性化研究センターの発表資料によれば、このことで双方の町が、小樽ゆき物語と余市ゆき物語を共催することにより、観光客を招くと共に、宿泊施設や飲食店へ招くという結果をもたらしたものと見られている。